# Rhytipterna holerythra
La plañidera rojiza (Rhytipterna holerythra) es una especie de ave paseriforme de la familia Tyrannidae, una de las tres pertenecientes al género Rhytipterna. Es nativa de la América tropical (Neotropico), desde el sur de México, por América Central hasta el noroccidente de América del Sur.

## Nombres comunes
Aparte de plañidera rojiza (en Costa Rica, Honduras y Nicaragua, se le denomina también plañidera rufa (en Colombia, Ecuador y Panamá), copetón plañidero rufo (en Ecuador), mosquero canelo, papamoscas alazán o plañidera alazán (en México) o plañidera acanelada.

## Distribución y hábitat
Se distribuye desde el sur de México, por la pendiente caribeña de Belice, Guatemala, Honduras, Nicaragua, Costa Rica y Panamá, hasta la base norte de los andes de Colombia, por la pendiente del Pacífico de Costa Rica y Panamá, oeste de Colombia hasta el noroeste de Ecuador.
Esta especie es considerada poco común en sus hábitats naturales: el estrato medio y el sub-dosel de selvas húmedas de tierras bajas y estribaciones montañosas, hasta los 1000 m de altitud.

## Descripción
Mide en promedio 20 cm de longitud y pesa 40 g. El plumaje de las partes superiores es pardo ferruginoso brillante; las partes inferiores y bajo la cola más claras, color acanelado; Las alas color castaño, con las remeras con un amplio borde rufo canela que contrasta con las coberteras primarias de punta fusca. La parte superior del pico es negruzca con tinte color cuerno en la base, la mandíbula es color carne a cuerno pálido, con la punta fusca. Las patas son grises.

## Comportamiento
Anda solitario o en parejas, se encarama erecto y silencioso en una rama abierta en busca de sus presas. Se junta regularmente a bandadas mixtas.

### Alimentación
Observa desde una rama para buscar insectos y sus orugas, así como frutos y semillas. y atrapa luego su comida, generalmente en vuelo.

### Reproducción
Anida en huecos en los troncos de árboles, a veces aprovechando cavidades hechas por pájaros carpinteros.

## Sistemática

### Descripción original
La especie R. holerythra fue descrita por primera vez por los zoólogos británicos Philip Lutley Sclater y Osbert Salvin en 1860 bajo el nombre científico Lipaugus holerythrus; su localidad tipo es: «Choctum, Verapaz, Guatemala».

### Etimología
El nombre genérico femenino «Rhytipterna» se compone de las palabras del griego «ῥυτις rhutis, ῥυτιδος rhutidos» que significa ‘arruga’, y «πτερνα pterna» que significa ‘talón’; y el nombre de la especie «holerythra», se compone de las palabras del griego «holos» que significa ‘completo’, ‘entero’, y «eruthros» que significa ‘rojo’.

### Subespecies
Según las clasificaciones del Congreso Ornitológico Internacional (IOC) y Clements Checklist/eBird se reconocen dos subespecies, con su correspondiente distribución geográfica:
- Rhytipterna holerythra holerythra (P.L. Sclater & Salvin), 1860 – pendiente caribeña desde el sur de México (nort de Oaxaca) hacia el sur hasta Panamá y norte de Colombia (al este hasta Santander).
- Rhytipterna holerythra rosenbergi (Hartert), 1905 – tierras bajas del Pacífico del oeste de Colombia (al sur desde el sur de Chocó) y noroeste de Ecuador (Esmeraldas, raramente en Pichincha).